# Archeosmylidae
Archeosmylidae (лат.) — семейство вымерших насекомых из отряда сетчатокрылых, существовавшее в перми и триасе. Рассматривается как предковая группа по отношению к ныне живущему семейству Osmylidae, отличается от него рядом особенностей жилкования крыльев, такими как слабо ветвящиеся жилки CuA, CuP и A1. Включает в себя семь видов в составе трех родов: Archeosmylus, Lithosmylidia и Babykamenia, первые два из которых известны с территории Австралии, тогда как род Babykamenia был найден в России.

## Прочие факты
Вид Babykamenia eskovi, относящийся к Archeosmylidae, был назвал в честь палеонтолога и писателя Кирилла Еськова.